# The Death of Emmett Till
〈The Death of Emmett Till〉은 미국의 싱어송라이터 밥 딜런의 노래이다. 14살의 나이에 백인들에게 살해당한 아프리카계 미국인 에밋 틸에 관한 노래이다. 〈The Ballad of Emmett Till〉이라고도 부른다.

## 배경
첫 정규 음반 《Bob Dylan》을 녹음한 1961년 11월과 음반이 발매된 이듬해 3월 사이 딜런은 사형 선고를 받고 형의 집행을 기다리는 흑인을 다룬 〈The Ballad of Donald White〉,  핵무기로 인한 세상의 소멸을 노래하는 〈Let Me Die in My Footsteps〉와 같이 사회적 문제를 다룬 노래를 많이 작곡하였다. 그중 〈The Death of Emmett Till〉은 1962년 1월, 인종 평등 회의(Congress Of Racial Equality, CORE)에서 부르기 위해 작곡한 노래로, 딜런의 첫 민중가요였다.

### 참고 자료
- 로고보이, 세스 (2009년 11월 24일). 《Bob Dylan: Prophet, Mystic, Poet》. 뉴욕: 사이먼 & 슈스터. ISBN 978-1-4165-5983-2. 2022년 7월 21일에 원본 문서에서 보존된 문서. 2022년 7월 21일에 확인함.